# Compagnie générale transsaharienne
Pour les articles homonymes, voir CGT.

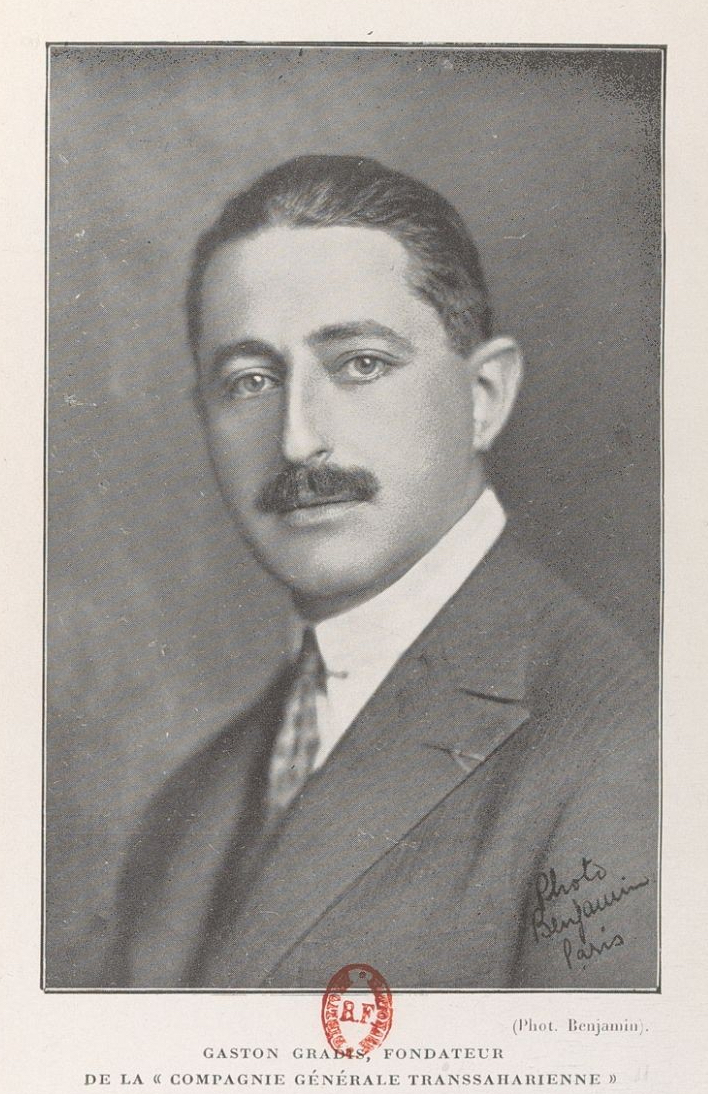
Gaston Gradis, le fondateur, vers 1920.

La Compagnie générale transsaharienne (CGT) était une compagnie de transport française.

## Histoire
Elle est constituée en 1923 par Gaston Gradis, président de Nieuport-Astra, avec le soutien de Renault, dans le but d'établir une liaison directe et régulière entre l'Afrique du Nord et l'Afrique-Occidentale française, d'abord en automobile, puis par avion, pour le transport de voyageurs et de marchandises.
Les premières reconnaissances, les missions Gradis, débutent en 1923. Georges Estienne relie en novembre et décembre 1923 Figuig à Tessalit en passant par Adrar. En janvier suivant, Gaston Gradis, parti de Colomb-Béchar, atteint successivement Tessalit puis Bourem, Gao et enfin Ansongo.
Gradis prend la présidence de la Compagnie et nomme René Estienne secrétaire général.
À partir de 1926, la compagnie assura un service bi-hebdomadaire entre Colomb-Béchar, Reggane et Gao. En 1927, la liaison entre Paris et Niamey prend six jours en Renault 6CV.
En 1941, elle fut associée au Merniger pour l'entretien et l'exploitation des pistes.
En juin 1950, sous la direction de Léopold Davout, la Compagnie Générale Transsaharienne est absorbée par Air Transport pour donner Air Transport Algérie, l'ancêtre d'Air Algérie.

## Sources
- Vital Ferry, "Ciels impériaux africains 1911-1940: Les pionniers belges et français" (2005)
- Vital Ferry, "Du trimoteur au quadrijet: le transport aérien en Afrique noire francophone, 1940-1961" (2006)